# نکته‌گزینی
نکته‌گزینی در گزارش رادیویی و تلویزیونی ('کلیپ صوتی، قطعه صوتی؛ به انگلیسی سوندبایت (به انگلیسی: Soundbite)) یک کلیپ کوتاه گفتاری است که از یک قطعه ضبط‌شده بلندتر استخراج شده‌است و معمولاً به عنوان نمونه‌ای از آن قطعه بلند به کار می‌رود. قطعه صوتی خصوصاً در روزنامه‌نگاری کاربرد دارد.